# Агрохимия
Агрохимията е наука за взаимодействието между растенията, почвата и торовете в процеса на отглеждане на селскостопански култури; за кръговрата на веществата в земеделието и за целесъобразното използване на торовете в производствения процес. агрохимията като наука заема централно място сред агрономическите науки, защото торенето е един от най-ефективните фактори за повишаване на добивите и подобряване на качеството на растителната продукция. Значението на науката е свързано от една страна с комплекса от фактори свързани с продуктивността и състоянието на отглежданите растения и от друга- с факторите оказващи влияние върху плодородието на почвите.
главна задача на агрохимията е изучаването и управляването на баланса на химичните елементи в системата почва- растение, като се имат предвид спецификите на местоотглеждане и конкретната култура. съвременната агрохимична наука е съсредоточена върху начините за въздействие върху физикохимичните, химичните и биологичните процеси в почвата, които могат да предпоставка за повишаване количеството и качеството на растениевъдната продукция.
Изучава промените в растенията, почвите, пестицидите и торовете при взаимодействието им.
Разработва научни методи:
- за установяване торопотребността на почвите;
- за употреба на торове и нормите, сроковете и начините за внасянето им в почвата;
- за борба с вредителите по селскостопанските животни и растения;
- за осигуряване на по-високи добиви.